# Sonnenbräu

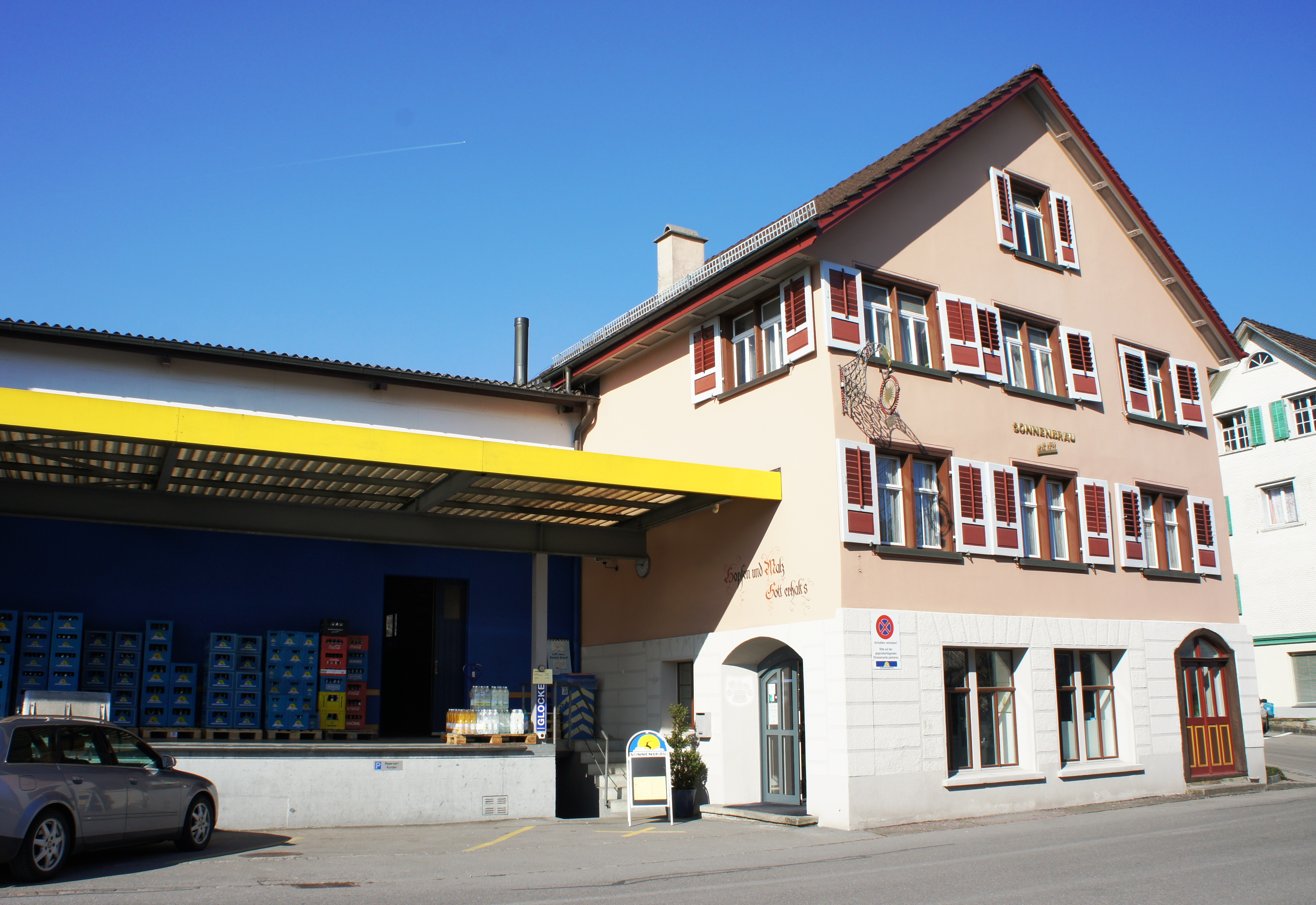
Das Gasthaus zur Sonne ist immer noch im Besitz der Brauerei

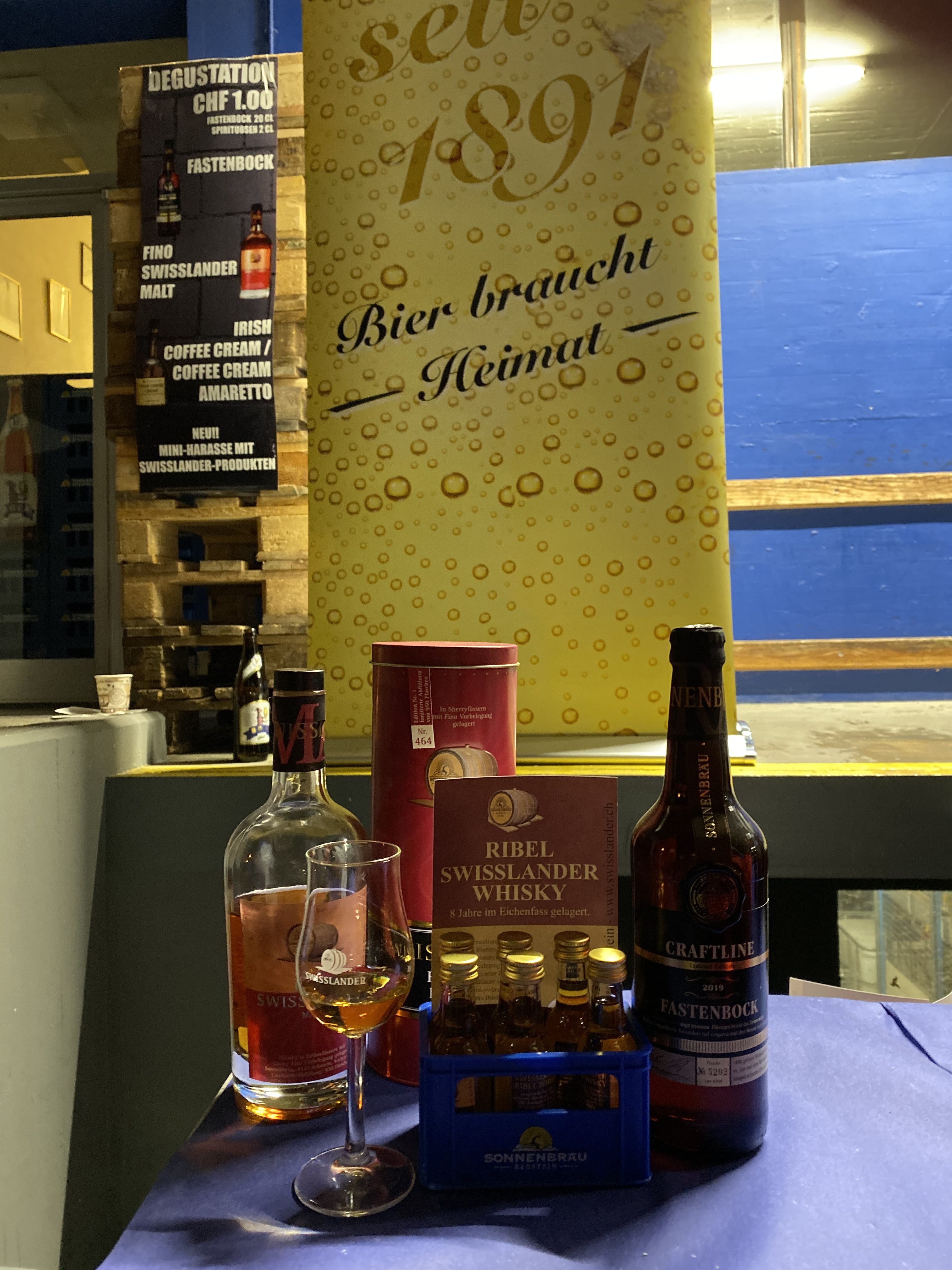
Sonnenbräu: Bier braucht Heimat. Aufgenommen beim Bockbier Fassanstich 2019

Sonnenbräu ist eine regionale Bierbrauerei und Destillerie in Rebstein im St. Galler Rheintal in der Ostschweiz. Sie stellt gut 3 Millionen Liter Bier im Jahr her.

## Firmenstrategie
Von ursprünglich über 30 Kleinbrauereien zwischen Bodensee und Sarganserland hat nur die Sonnenbräu überlebt.
Sie ist ein mittelständischer Familienbetrieb geblieben und hat ihre Unabhängigkeit von Grossbrauereien erhalten. Ihr Werbespruch lautet: Bier braucht Heimat. 2013 sank die Bierproduktion in der Schweiz um 4,1 Prozent auf 3,37 Millionen Hektoliter, trotzdem konnte die Sonnenbräu ihre Produktion in diesem Jahr erhöhen. Sonnenbräu verfolgt die Strategie, mit einzigartigen und zeitgemässen Spezialitätenbieren neue Absatzmärkte zu erschliessen.
Verwaltungsratspräsident ist seit 2002 Arnold Graf, die Geschäftsleiterin ist seit 2012 Claudia Keel.

## Geschichte
1890 erwarb Eduard Graf (1845–1918) das Gasthaus «zur Sonne» an der Alten Landstrasse in Rebstein. Mit dem gesamten alten Inventar eines Freundes aus Buchs richtete er 1891 in dem im Vorjahr erworbenen Gasthaus seine eigene Brauerei ein. Am 30. Mai 1891 legte er damit den Grundstein für die Sonnenbräu. Die Ausstattung umfasste eine Braupfanne, einen Maischbottich, ein Kühlschiff, einen Kühlapparat und das Allernötigste der vielen kleinen Apparaturen. Das Eis wurde aus den Weihern der Umgebung gewonnen. In den eisarmen Wintern wurde das Eis aus dem glarnerischen Klöntal oder aus dem bündnerischen Davos per Eisenbahn angeliefert. Eduard Graf war auch Gemeindeschreiber und Gemeindeammann von Rebstein.
Nach dem Tod von Eduard Graf 1918 übernahmen seine Witwe Annette Graf-Friedauer sowie deren Söhne Walter und Arnold den Betrieb. Sie wandelten ihn in eine Aktiengesellschaft um. Arnold Graf war neben seinem Engagement als Kaufmännischer Leiter der Brauerei auch Gemeindeammann von Rebstein. Walter Graf (1885–1946), gelernter Braumeister, kümmerte sich um die brautechnischen Angelegenheiten des Betriebs.
Danach prägte Eduard Graf (1918–1991), ein Enkel des Gründers, als Verwaltungsratsmitglied (1942–1991) und Präsident (1970–1991) das Firmenbild der Sonnenbräu. Auch er engagierte sich nebenamtlich als Gemeindeammann von Rebstein (1956–1983). Walter Graf (1935–2001) übernahm die Aufgaben des Technischen Leiters, von 1964 bis 2001 war er Verwaltungsratsmitglied. Nach dem Tod seines Bruders 1991 übernahm er die Position als Präsident im Unternehmen. Diese Aufgabe erfüllte er bis 2002.
Seit 1978 ist Arnold Graf (* 1947) Mitglied im Verwaltungsrat und seit 2002 dessen Präsident. Die Unternehmensleitung liegt in den Händen von Claudia Keel, seiner Tochter, der Ur-Ur-Enkelin des Gründers. Sie hat eine Ausbildung als Bankkauffrau, Braumeisterin und als Betriebswirtin abgeschlossen.
Im Dezember 2012 investierte die Sonnenbräu rund 2 Mio. Franken in eine neue Flaschenwaschmaschine, einen neuen Füller, neue Transportbänder sowie Renovierungen am Gebäude. Sie besitzt damit den modernsten Bierfüller der Schweiz. Die Produktion musste 4 Wochen stillgelegt werden. Für die Sanierung war es nötig, über 250‘000 Liter Bier vorgängig zu produzieren und abzufüllen.

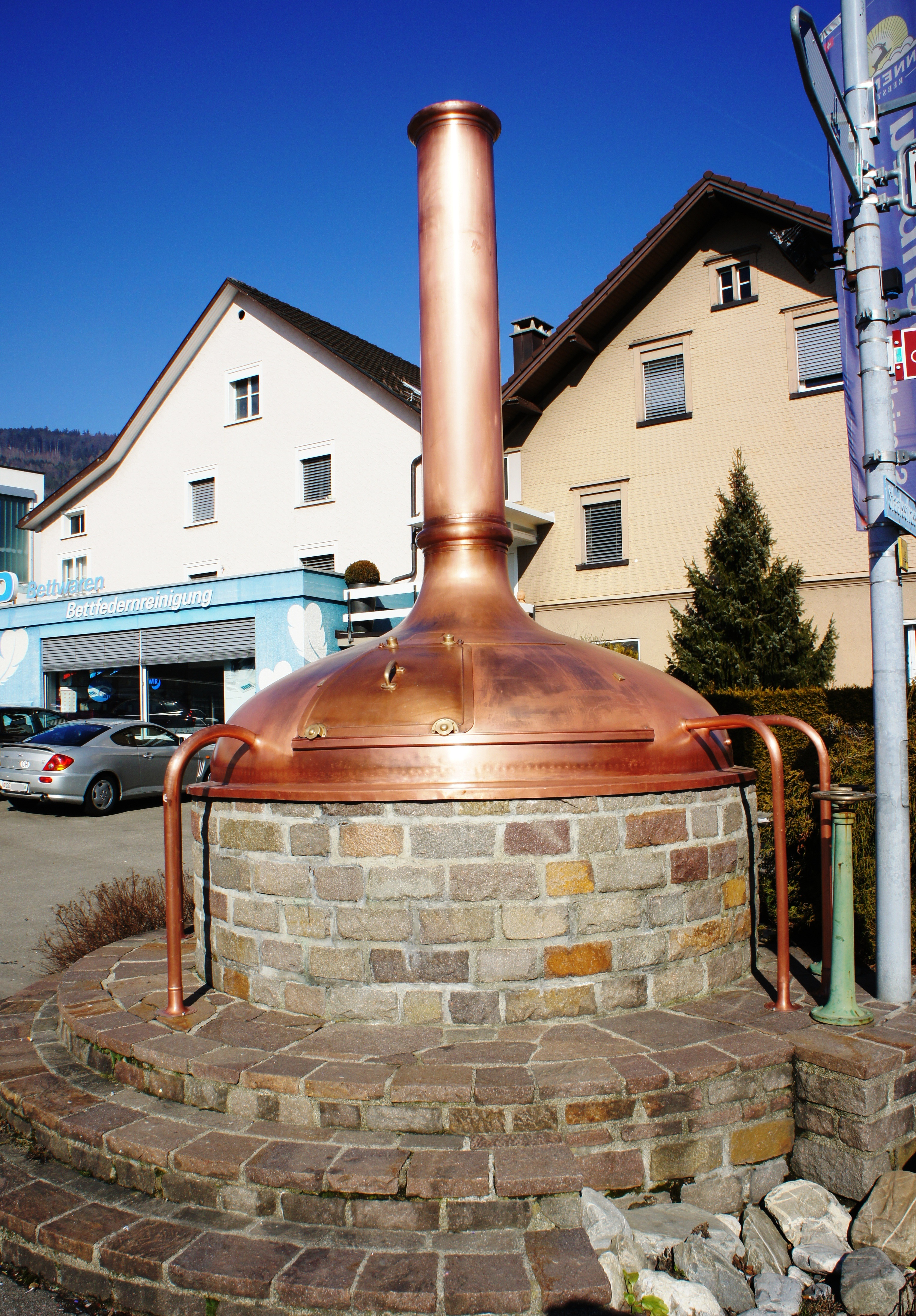
Alter Sudkessel der Sonnenbräu – als Blickfang an der Hauptstrasse in Rebstein
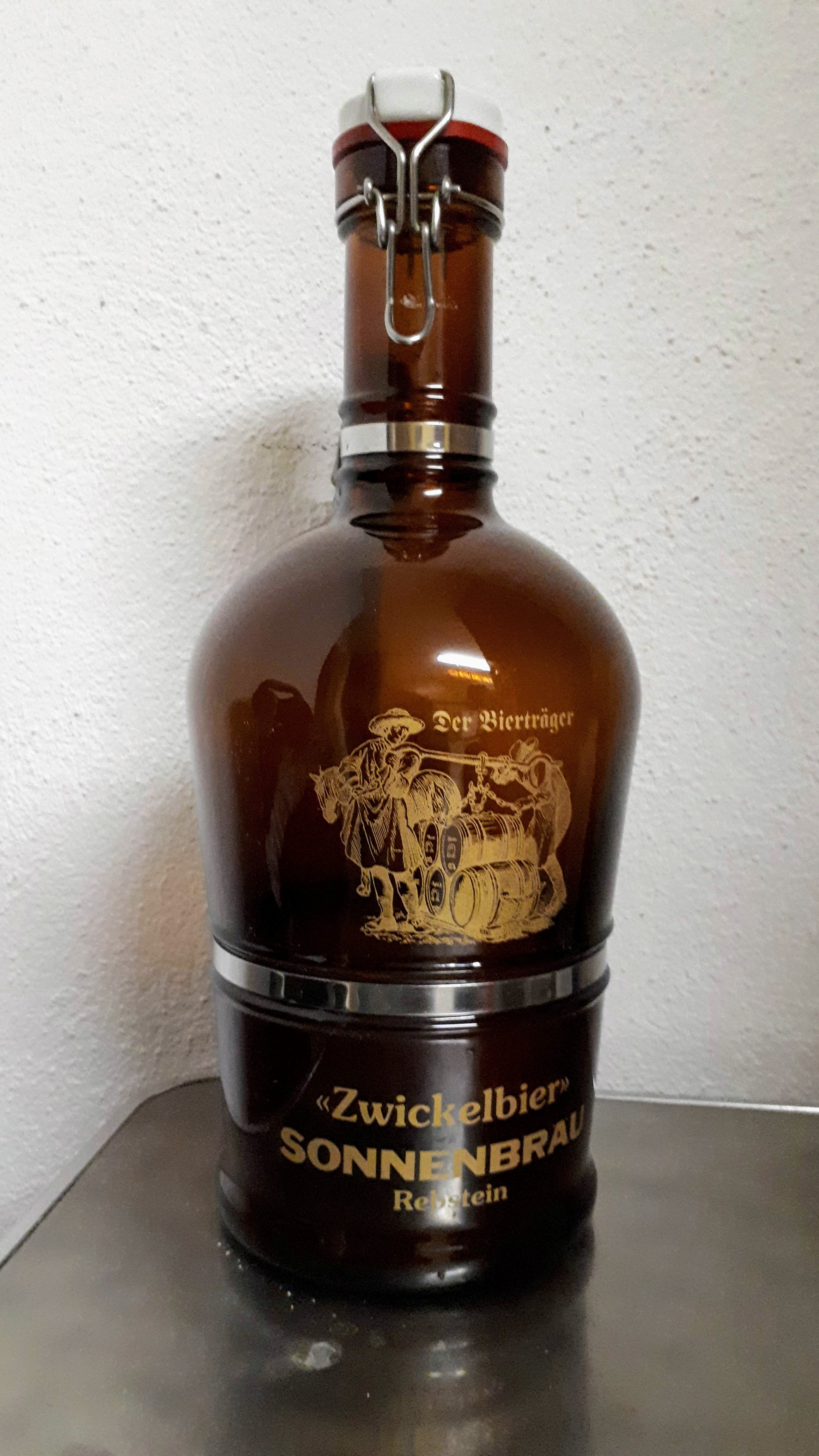
Eine Bierflasche der Sonnebräu (Zwickelbier)

### Meilensteine
- 1968 wurde erstmals Bier in 6er Einweg-Packungen abgefüllt.
- 1978 kam das erste Lightbier der Schweiz und 1981 das Pilsner Bier „Rheinperle“ auf den Markt.[1]
- 1991 zum 100-jährigen Firmenbestehen wurde das „Rheintaler Maisbier“ eingeführt. Es darf als erstes Bier in der Schweiz das Culinarium-Label tragen. Ausschlaggebend dazu war und ist die Verwendung von AOC-geprüftem Rheintaler Mais, dem sogenannten Ribel.
- 1999 begann Arnold Graf mit Whisky zu experimentieren, nachdem in der Schweiz das Schnapsbrennen mit anderen Ausgangsstoffen als Kern- und Steinobst erlaubt wurde.
- 2003 erschien der Ribelwhisky. Er wird hergestellt aus Rheintaler Ribelmais und Rheintaler Braugerste, vergoren, destilliert und 3 Jahre im Holzfass gelagert.[7]
- 2008, Mitte März, lancierte die Brauerei im Hinblick auf die anstehende Fussball-EM ein Spezialbier namens Herzblut.
- 2010 kam der Swisslander Whisky in den Handel, ursprünglich als Rheintaler Ribel-Swisslander Whisky.[7][6]
- 2011 begann die Sonnenbräu damit, Likör aus Bier zu destillieren.[7]

## Herstellung
Das Wasser der Sonnenbräu stammt aus einer Quelle in Rebstein und aus dem Rheinvorland. Es wird in der Brauerei speziell für die Lebensmittelherstellung aufbereitet.

## Sortiment
Das heutige Sortiment umfasst rund 20 Biersorten. Neben dem Grundsortiment (Lager-Biere) konzentriert sich die Sonnenbräu hauptsächlich auf das Spezialsortiment. Dem Bockbier verdankt die Sonnenbräu ihr Markenzeichen: die Sonne mit dem Urbock (der Urbock ist das Bannerabbild der ehemaligen Vogtei Rheintal). Bockbier gilt im Rheintal als ein Festbier und wird jeweils zu Weihnachten und Ostern gebraut.

### Swisslander

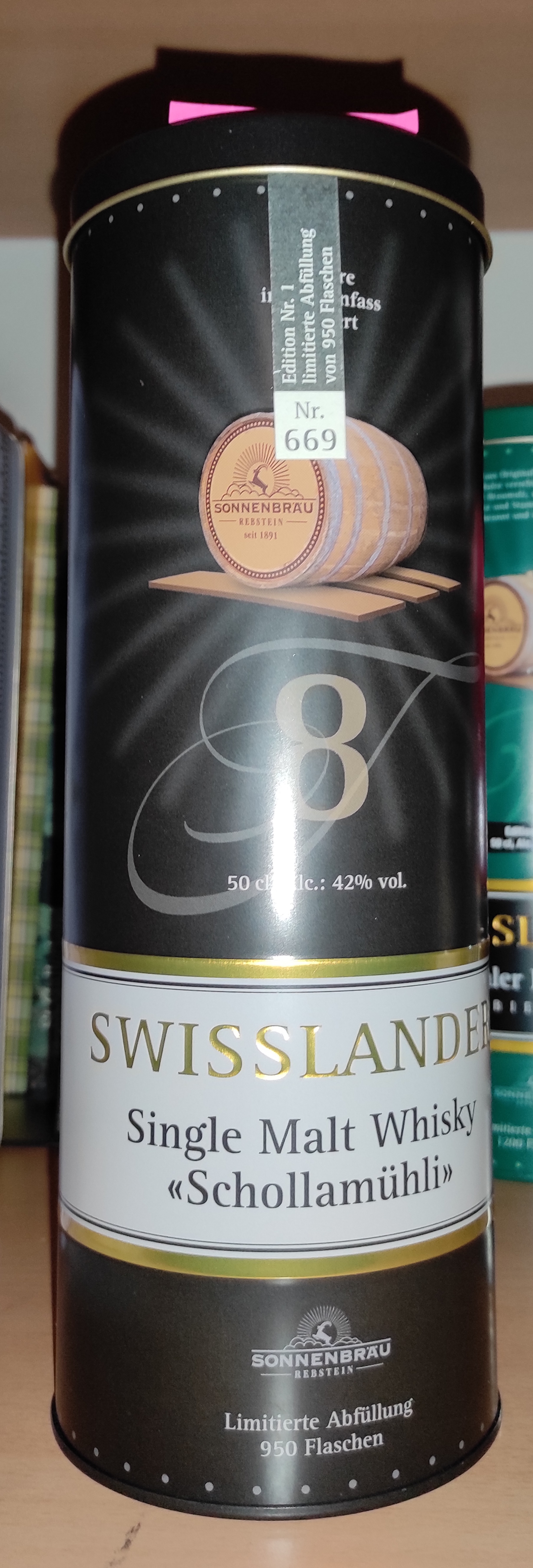
Swisslander Schollamühli Edition Nr. 1. Flasche Nr. 669

Unter dem Label Swisslander vertreibt Sonnenbräu diverse selbst produzierte Spirituosen.
Eine Besonderheit ist der Swisslander Ribel Whisky. Er wird mehrfach in Fässer umgefüllt, in denen vorher Sherry, Portwein-, Marc- und Bourbonprodukte gelagert wurden. Die 120 bis 225 Liter fassenden Fässer lagern bei ca. 15 Grad Celsius in den tiefen über 110 Jahre alten ausrangierten Bierkellern der Sonnenbräu. Nach insgesamt 8 Jahren Reifung wird der Whisky in 50 cl Flaschen für den Verkauf abgefüllt. Der Alkoholgehalt beträgt 42 %. Die Menge wird jeweils auf 600 oder 950 Flaschen limitiert.
Weitere unter dem Label Swisslander angebotene Produkte sind:
- Coffee Cream Amaretto (70cl, Alkoholgehalt: 17 %)
- Irish Coffee Cream (70cl, Alkoholgehalt: 17 %)
- Bierbrandy (50cl, Alkoholgehalt: 45 %)
- 1891-Dunkel Bier Likör (2cl, Alkoholgehalt 25 %).

#### Geschichte
In der Schweiz war es bis 1. Juli 1999 verboten, aus Grundnahrungsmitteln wie Getreide und Kartoffeln Spirituosen herzustellen. Wegen der Gatt/WTO Vorgaben im Zuge der Steuerharmonisierung bei Spirituosen wurde dieses Whiskyverbot 1999 aufgehoben. Daraufhin startete Arnold Graf mit dem Experimentieren. An einem Probiertag am 28. März 2003 wurde erstmals Ribelwhisky ausgeschenkt. Die Rohstoffe dieser Spirituose waren Rheintaler Ribelmais und Rheintaler Braugerste. Der 2. Sonnenbräu Whisky kam am 19. November 2005, der 3. im September 2006 (zum Anlass des 115-jährigen Jubiläums der Sonnenbräu Rebstein) zum Ausschank. Diese Whiskys lagerten 5 Jahre im Holzfass. Nach mehr als 10 Jahren des Experimentierens kam 2010 der erste Whisky aus dem Hause Sonnenbräu in den Verkauf. Zu Beginn ein Ribelwhisky, in den folgenden Jahren abwechslungsweise Ribel- und Single Malt Whisky. 2011 kam der 1891 Bier Likör dazu, hergestellt aus Bierbrand, Malzextrakt und 1891 Dunkel Bier. Swisslander Bierbrandy wird seit 2013 hergestellt. Er wird aus destilliertem Bier hergestellt und mit einem betriebseigenen Hopfen/Braumalzbonificateur 18 Monate im Holzfass gelagert. Nach der Destillation  wird Swisslander Bierbrandy mit Kalthopfung veredelt. Im März 2021 erschien eine Sonderedition mit dem Namen Schollamühli.

## Auszeichnungen
- Im Januar 2011 wurden das «Rheintaler Weizengold» und das «Sonnenbräu Spezial» mit je einer Goldmedaille von der Deutschen Landwirtschafts-Gesellschaft (DLG) ausgezeichnet.[11]
- Die Rheintaler Wirtschaft hat die Sonnenbräu mit dem Preis für Innovation ausgezeichnet.[2]
- Die Kooperationsgesellschaft Privater Brauereien aus Deutschland hat das Bier der Sonnenbräu mit einem Gütesiegel für «ausgezeichnete Qualität» versehen.[2]

## Soziales
- 2007 gründeten eine Handvoll Bierliebhaber den Sonnenbräu Fanclub, dessen Ziel es ist, die Bierkultur im Rheintal zu fördern. Der Fanclub hat derzeit gut 4800 Mitglieder.[12][Anmerkung 1]